# 화성 탐사차

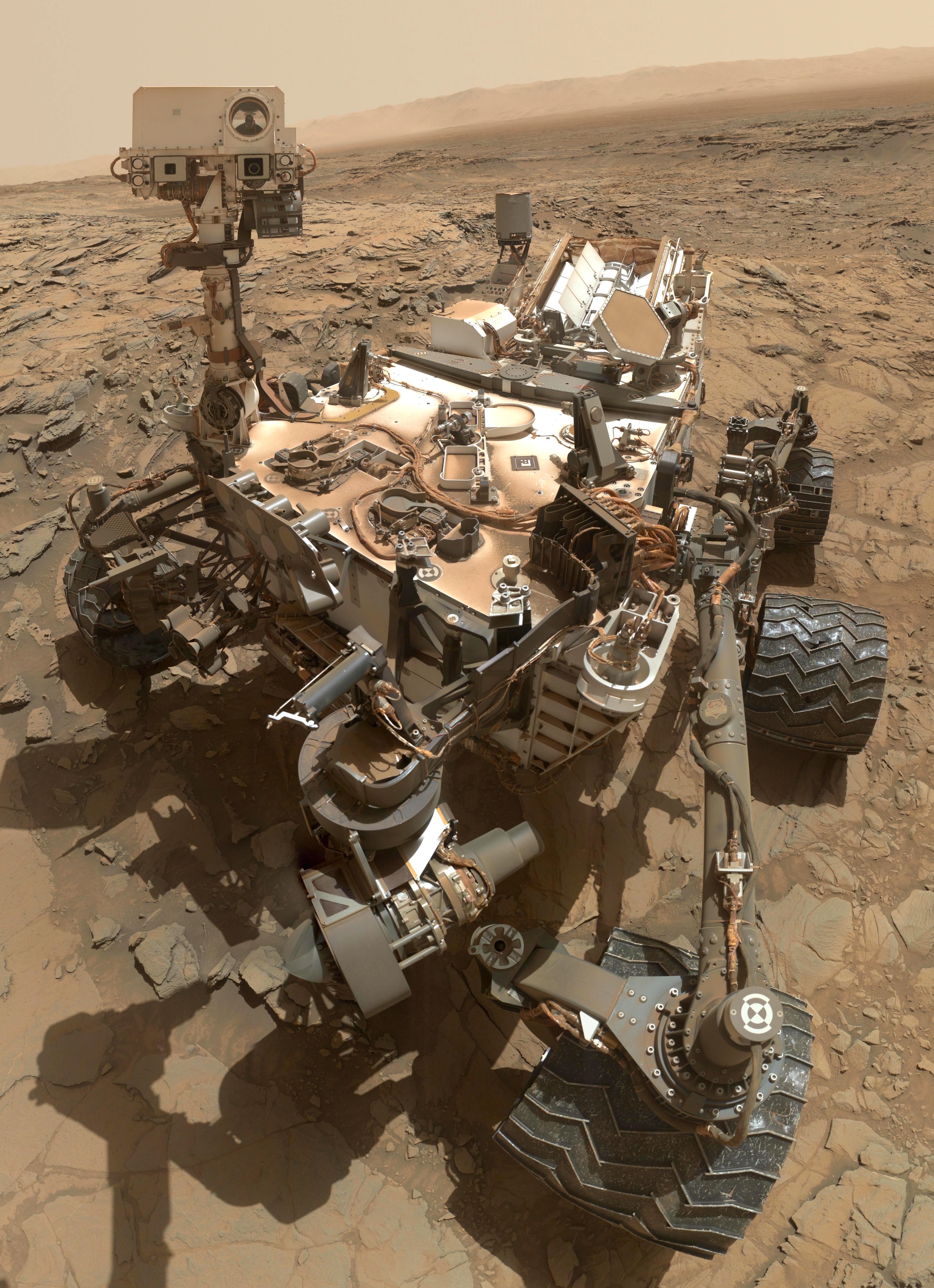
화성 탐사차 큐리오시티

화성 탐사차(火星探査車, 영어: Mars rover)는 화성에 도착 후 화성 표면을 탐사하는 탐사차이다.
성공적으로 운용된 화성 탐사차는 소저너(Sojourner), 오퍼튜니티(Opportunity), 스피릿(Spirit) 그리고 현재도 사용되고 있는 큐리오시티(Curiosity)와 퍼서비어런스(Perseverance), 주룽(祝融) 등 총 6대이며, 그중 주룽을 제외한 5대 모두 제트추진연구소에 의해 운용된다 .
미국 항공 우주국(NASA)이 보낸 쌍둥이 화성탐사차 스피릿(Spirit)과 오퍼튜니티(Opportunity)가 각각 2004년 1월 3일, 1월 25일 화성에 착륙했다. 스피릿은 화성 적도 남쪽의 구세브 분화구에 착륙해 과거 화성에 물이 있었는지, 기온이 따뜻한 적이 있었는지 등을 탐사했다. 오퍼튜니티는 화성 적도 부근의 메리디아니 플라눔에 착륙해 화성의 적철광 퇴적물이 오래전에 사라진 바다의 퇴적물인지 화산 활동으로 인한 것인지 여부를 가려내는 임무를 받았다. 2020년 7월 30일, NASA가 발사한 퍼서비어런스 로버는 2021년 2월 19일 화성에 착륙하였다. 2021년 5월 14일에 중국 최초의 화성 탐사차인 주룽이 화성 착륙에 성공하였다.

## 같이 보기
- 화성 탐사
- 화성 탐사 로버
- 인제뉴어티
- 인사이트
- 마스 큐브 원
- MAVEN
- 피닉스
- 화성 정찰위성
- 마스 폴라 랜더
- 망갈리얀
- 2001 마스 오디세이
- 마스 익스프레스
- 마스 글로벌 서베이어